# BH集團

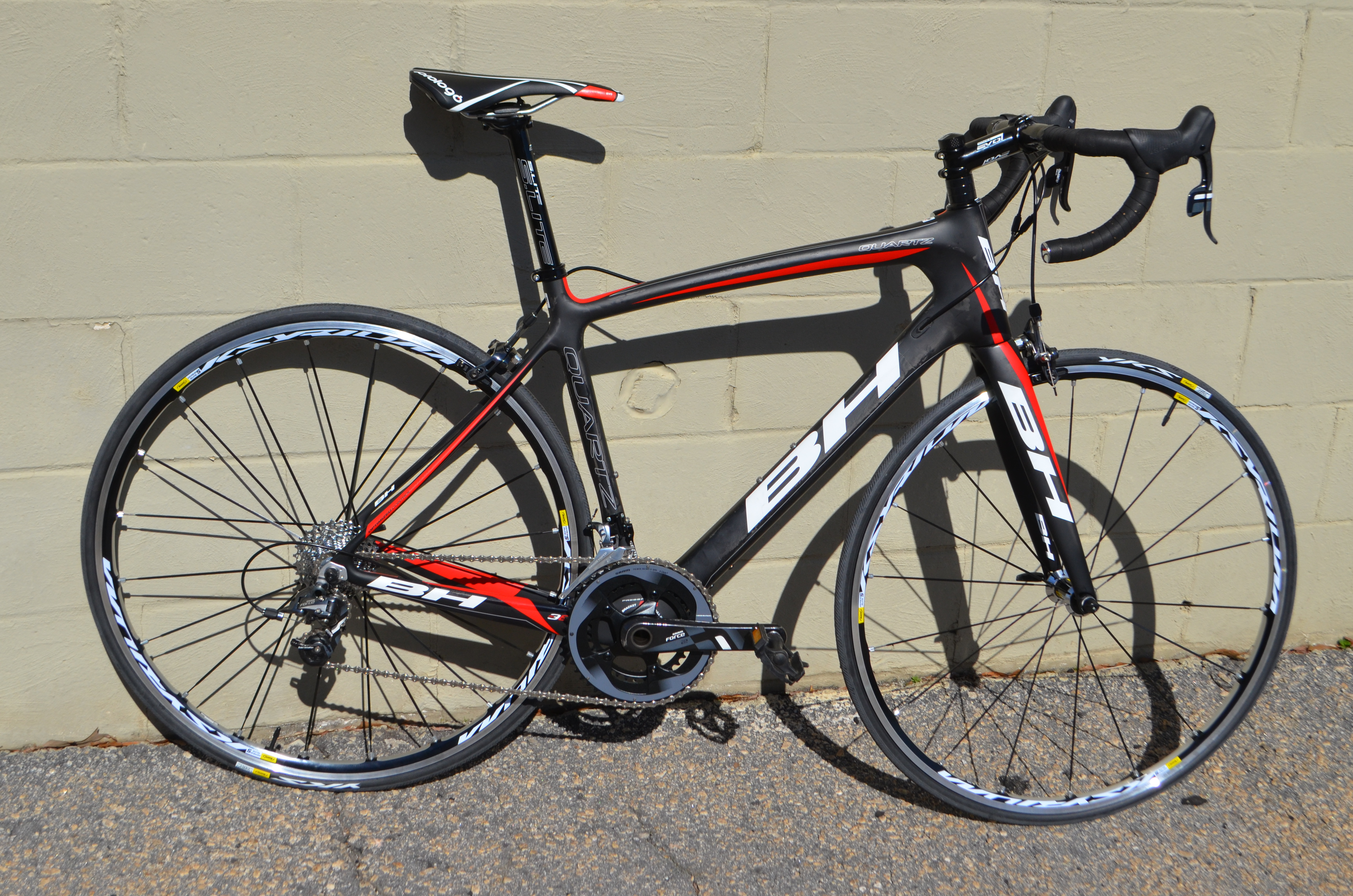
2014年攝

BH集團，全名貝斯特吉兄弟集團（Beistegui Hermanos S.A.），以旗下品牌「BH」而為人知。成立於1909年，起初從事機械產品生產，之後陸續轉型，曾轉型軍事工業、自行車產業、房地產、物流業等，产品有健身、按摩器材和自行車產品。
目前最知名的事業群是BH健身器材事業單位。BH是目前歐洲規模最大的健身器材生产商，總部位於西班牙的維多利亞，另設有亞洲分部（香港商富吉多有限公司台灣分公司）、北美分部（BH North America）、英國分部（BH UK）及墨西哥分部。

## 外部連結
- BH Fitness website（页面存档备份，存于）
- BH Fitness Asia website（页面存档备份，存于）
- BH BIKES website（页面存档备份，存于）
- BH BIKES ASIA website（页面存档备份，存于）
- BH BIKES USA website